# Cyrtosomum
Cyrtosomum ist eine Gattung der Spulwürmer mit sieben Arten, die bei amerikanischen Reptilien parasitieren.

## Merkmale
Cyrtosomum sind Atractinae, deren Kopfende keine seitlichen Ausläufer hat. Der vordere Teil des Ösophagus (Corpus) ist lang und nimmt mehr als ein Viertel des gesamten Organs ein. Der Schwanz ist relativ kurz.

## Systematik
Zur Gattung gehören folgende Arten:
- Cyrtosomum heynemani Gambino, 1958
- Cyrtosomum kachugae (Steward, 1914)
- Cyrtosomum lissemysi Gupta & Aggerwal, 1974
- Cyrtosomum longicaudatum Brenes & Bravo, 1960
- Cyrtosomum penneri Gambino, 1957
- Cyrtosomum readi Gambino, 1958
- Cyrtosomum scelopori Gedoelst, 1919